# Suliko
Suliko (gruz. სულიკო) – gruzińska piosenka miłosna. 

## Charakterystyka
Tekst utworu powstał w 1895 roku na podstawie wiersza gruzińskiego poety Akakiego Rostomowicza Ceretelego. Na prośbę poety muzykę skomponowała żona jego krewnego, Warinka Cereteli. Tekst utworu był następnie wielokrotnie przerabiany, modyfikowany i tłumaczony na różne języki. „Suliko” przetłumaczył na język polski Aleksander Rymkiewicz. W latach 50. utwór wykonał m.in. chór Czejanda. „Suliko” było później wykonywane przez wielu polskich artystów. „Suliko” było ulubioną piosenką Józefa Stalina. Za sprawą Stalina „Suliko” stało się bardzo znanym utworem w ZSRR.